# النجدي
النجدي رواية للروائي الكويتي طالب الرفاعي. صدرت الرواية لأوّل مرة عام 2017 عن منشورات ذات السلاسل في الكويت. ودخلت في القائمة الطويلة للجائزة العالمية للرواية العربية لعام 2018، المعروفة باسم «جائزة بوكر العربية».

## حول الرواية
يروي الكاتب الكويتي «طالب الرفاعي» في هذه الرواية الساعات الأخيرة لحياة علي النجدي أحد أشهر قادة السفن الشراعية «النواخذة (مفردهم: نوخذة)» في التاريخ الكويتي. الرواية تسلط الضوء على علاقة حب بين شاب كويتي وبين البحر.